# ケリー・アン・ウェルズ
ケリー・アン・ウェルズ（Kerry Anne Wells、1951年9月25日 - ）は、オーストラリアの女性モデル、ニュースアンカー、インテリアデザイナーである。1972年、第21回ミス・ユニバース世界大会（ミス・ユニバース1972）優勝。オセアニア初のミス・ユニバースである。

## 経歴
1951年9月25日、西オーストラリア州に生まれる。パースで育つ。1967年、モデル活動開始。この街でモデルおよびお天気お姉さん (weather girl) として知られるようになる。
1971年より6年間、ニューヨークを拠点にモデル活動を行う。
1972年7月29日、プエルトリコで開催された第21回ミス・ユニバース世界大会で優勝、ミス・ユニバース1972となる。

### その後
ミスとしての任期の後、しばらくはニュースキャスターのキャリアを追求するが、1983年までモデルを続ける。その後はファッションデザイナーやスタイリストとして働く傍ら、インテリアデザインを学ぶ。2022年2月現在、パースでリフォーム業者を経営。

## その他
2005年、夫に勧められてスキーを始める。当時慢性疲労症候群で歩行が困難だったが、本人のコメントによると「スキーをしたことでまた気分が良くなり、寒さが疲労を和らげてくれた」。
彼女は先代のジョルジーナ・リザークではなく、ミス・ユニバース1970のマリソル・マラレによって戴冠されている。1972年5月30日に発生したテルアビブ空港乱射事件の死傷者の約8割がプエルトリコ人だったとされ、テロを恐れたレバノン政府はジョルジーナの出国を認めなかった。